# Robbie Kruse
Robbie Kruse (Brisbane, Queensland, Australia, 5 de octubre de 1988) es un exfutbolista australiano que jugaba como delantero y su último equipo fue el Brisbane Roar F. C. de la A-League.

## Trayectoria

### Brisbane Roar
Descubierto en 2006 por Miron Bleiberg, Kruse se lesionó en un entrenamiento, cuando el Brisbane Roar realizaba la pretemporada, con vistas a la próxima A-League. Sin embargo; se recuperó a tiempo y anotó en su debut el gol del triunfo frente al Wellington Phoenix el 5 de octubre de 2007, día de su cumpleaños 19.
Volvió a anotar el 19 de octubre a los 30 segundos de iniciado el encuentro frente al Newcastle Jets y el 16 de noviembre, frente al Melbourne Victory. Junto a Michael Zullo, conformó el ataque del conjunto de Queensland; jugando ambos en las bandas con un delantero delante de él; estrategia que coincidió con una racha de siete partidos imbatidos.
Su lugar en el equipo titular se vio amenazado a inicios de la A-League de 2008/09, después de que estuviera involucrado en un altercado violento producto de una salida nocturna. A Kruse se le pusieron puntos y el técnico Frank Farina decidió no contar con él.

### Melbourne Victory
Kruse fue vinculado con el Melbourne Victory tras la partida del delantero Danny Allsopp al fútbol de Catar. Esto se confirmó finalmente el 10 de septiembre de 2009. Debutó tres días más tarde frente al Wellington Phoenix sustituyendo a Ney Fabiano en el minuto 58 y convirtió su primer gol en la goleada por 4-0 sobre el Gold Coast United, el 28 de noviembre de 2009.
Ante el Perth Glory, anotó el primer hat trick de su carrera, el 16 de enero de 2010. En diciembre de 2010, se convirtió en el primer jugador en anotar un doblete en el denominado derby de Melbourne, logrando que el Victory derrote por 3–1 al Melbourne Heart. Finalizó la temporada 2010/11 anotando once goles en 19 partidos de liga, convirtiéndose en el segundo máximo anotador del torneo, además de ser incluido en el equipo ideal ese año.

### Fortuna Düsseldorf
Su buen desempeño en el Victory, especialmente en la última temporada, captó la atención del Fortuna Düsseldorf de la segunda división alemana, club que lo contrató por tres años. Debutó de manera oficial el 24 de julio de 2011, en un partido de la liga doméstica ante el Paderborn 07. A fines de la temporada, consiguieron el ascenso a la Bundesliga y Kruse fue titular en el estreno con victoria por 2-0 ante el Augsburgo, asistiendo en los dos tantos del encuentro a Dani Schahin.
El 10 de noviembre de 2012 marcó su primer gol oficial con el Fortuna, en un encuentro de la Bundesliga ante el Hoffenheim que finalizó 1-1. Pese a establecerse como un miembro regular de la alineación titular del equipo, no pudo evitar el descenso del club en la temporada 2012/13.

## Selección nacional
Ha sido internacional con la selección de fútbol de Australia en 75 ocasiones y ha anotado cinco goles.
Antes de su llamado a la selección absoluta, disputó la Copa Mundial de Fútbol Sub-17 de 2005 con Australia, torneo en el cual fue titular en los tres partidos y anotó un tanto ante Uruguay.
El 28 de diciembre de 2010, Kruse fue incluido en la lista de 23 jugadores que disputaría la Copa Asiática 2011. El 5 de enero de 2011, realizó su debut con los Socceroos ante los Emiratos Árabes Unidos en un encuentro amistoso preparatorio para el torneo. Australia compartió el Grupo C con Corea del Sur, India y Baréin. En su segunda participación en el torneo (había sutitudo en el último minuto a Tim Cahill en el tercer encuentro con Baréin),  anotó uno de los tantos con los que Australia venció 6-0 a Uzbekistán en las semifinales del campeonato. También jugó en la final que perdieron con Japón, entrando al minuto 103 y casi anotando en su primer contacto con el balón.
Convirtió su segunda anotación, el 10 de agosto de 2011, en un amistoso con Gales. Pasaron casi dos años para que Kruse vuelva a encontrar el fondo del arco; anotó uno de los tantos en la crucial victoria de los Socceroos sobre Jordania por las eliminatorias al Mundial 2014.

### Participaciones en Copas del Mundo
| Mundial                               | Sede  | Resultado    | Partidos | Goles |
| ------------------------------------- | ----- | ------------ | -------- | ----- |
| Copa Mundial de Fútbol Sub-17 de 2005 | Perú  | Primera fase | 3        | 1     |
| Copa Mundial de Fútbol de 2018        | Rusia | Primera fase | 3        | 0     |

### Participaciones en Copas Asiáticas
| Copa               | Sede                   | Resultado        | Partidos | Goles |
| ------------------ | ---------------------- | ---------------- | -------- | ----- |
| Copa Asiática 2011 | Catar                  | Subcampeón       | 3        | 1     |
| Copa Asiática 2015 | Australia              | Campeón          | 6        | 1     |
| Copa Asiática 2019 | Emiratos Árabes Unidos | Cuartos de final | 5        | 0     |

## Clubes
| Club                    | País      | Año       | Partidos | Goles |
| ----------------------- | --------- | --------- | -------- | ----- |
| Brisbane Roar F. C.     | Australia | 2006-2009 | 36       | 7     |
| Melbourne Victory F. C. | Australia | 2009-2011 | 47       | 16    |
| Fortuna Düsseldorf      | Alemania  | 2011-2013 | 45       | 4     |
| Bayer 04 Leverkusen     | Alemania  | 2013-2015 | 46       | 3     |
| VfB Stuttgart (cedido)  | Alemania  | 2015-2016 | 4        | 0     |
| Bayer 04 Leverkusen     | Alemania  | 2016-2017 | 7        | 0     |
| Liaoning Whowin         | China     | 2017      | 4        | 0     |
| VfL Bochum              | Alemania  | 2017-2019 | 45       | 8     |
| Melbourne Victory F. C. | Australia | 2019-2022 | 48       | 4     |
| Brisbane Roar F. C.     | Australia | 2023      | 1        | 0     |

## Palmarés

### Títulos internacionales
| Título        | Club (*)  | País      | Año  |
| ------------- | --------- | --------- | ---- |
| Copa Asiática | Australia | Australia | 2015 |

(*) Incluyendo la selección.

### Distinciones individuales
| Distinción                           | Año     |
| ------------------------------------ | ------- |
| Equipo ideal de la A-League          | 2010/11 |
| Mejor futbolista sub-23 de Australia | 2011    |